# NGC 5419
NGC 5419 is een elliptisch sterrenstelsel in het sterrenbeeld Centaur. Het hemelobject werd op 8 juni 1837 ontdekt door de Britse astronoom John Herschel.

## Synoniemen
- ESO 384-39
- MCG -6-31-19
- PGC 50100